# 보주 (스위스)
보주(프랑스어: Vaud)는 스위스 서부에 있는 주(州)로, 스위스 연방을 구성하는 26개 주 중 하나다. 10개 구역으로 구성되어 있으며, 수도는 로잔이다. 깃발은 흰색-녹색 배경에 ‘자유와 조국’이라는 모토를 담고 있다.
보주는 인구 기준으로 스위스에서 세 번째로 큰 주이며, 크기로는 네 번째이다. 그것은 스위스의 서부 지역인 로만디에 위치해 있다. 북쪽으로 뇌샤텔주, 동쪽으로 프리부르와 베른주, 남쪽으로 발레주, 남서쪽으로 제네바주, 서쪽으로 프랑스와 접한다. 주의 지리적 위치는 스위스의 3개 자연 지역인 쥐라산맥, 스위스고원 및 (스위스) 알프스를 모두 포함한다. 또한 제네바 호수와 뇌샤텔 호수와 같은 국가에서 가장 큰 호수가 포함되어 있다. 그것은 풍경과 요리법으로 유명한 주요 관광지이다.
가장 큰 도시는 로잔이며, 그 뒤를 이베르동레뱅과 몽트뢰가 있다. 2020년 기준으로 주의 인구는 814,762명이다. 프랑스어가 유일한 공식 언어인 4개 주 중 하나다. 이전에 베른의 영지였던, 보주는 1803년 독립 주로서 스위스 연방에 합류했다.

## 역사

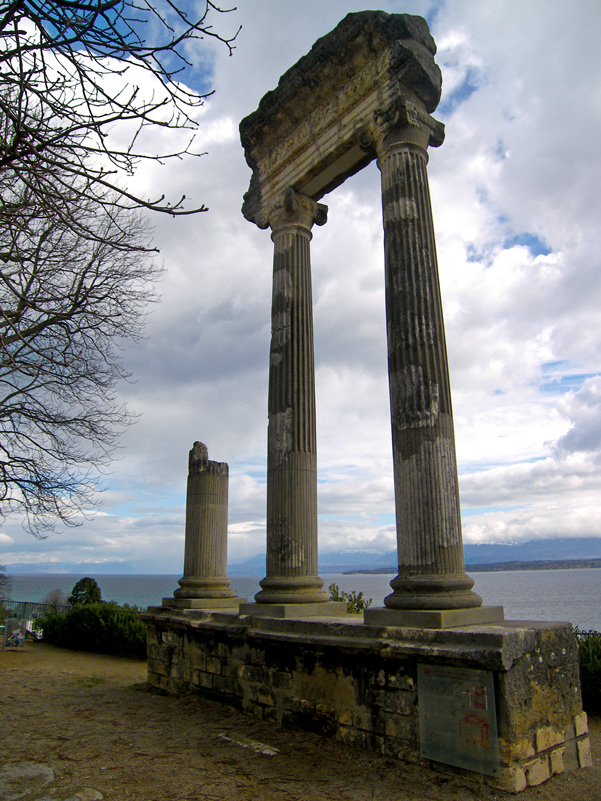
니옹의 로마 기둥

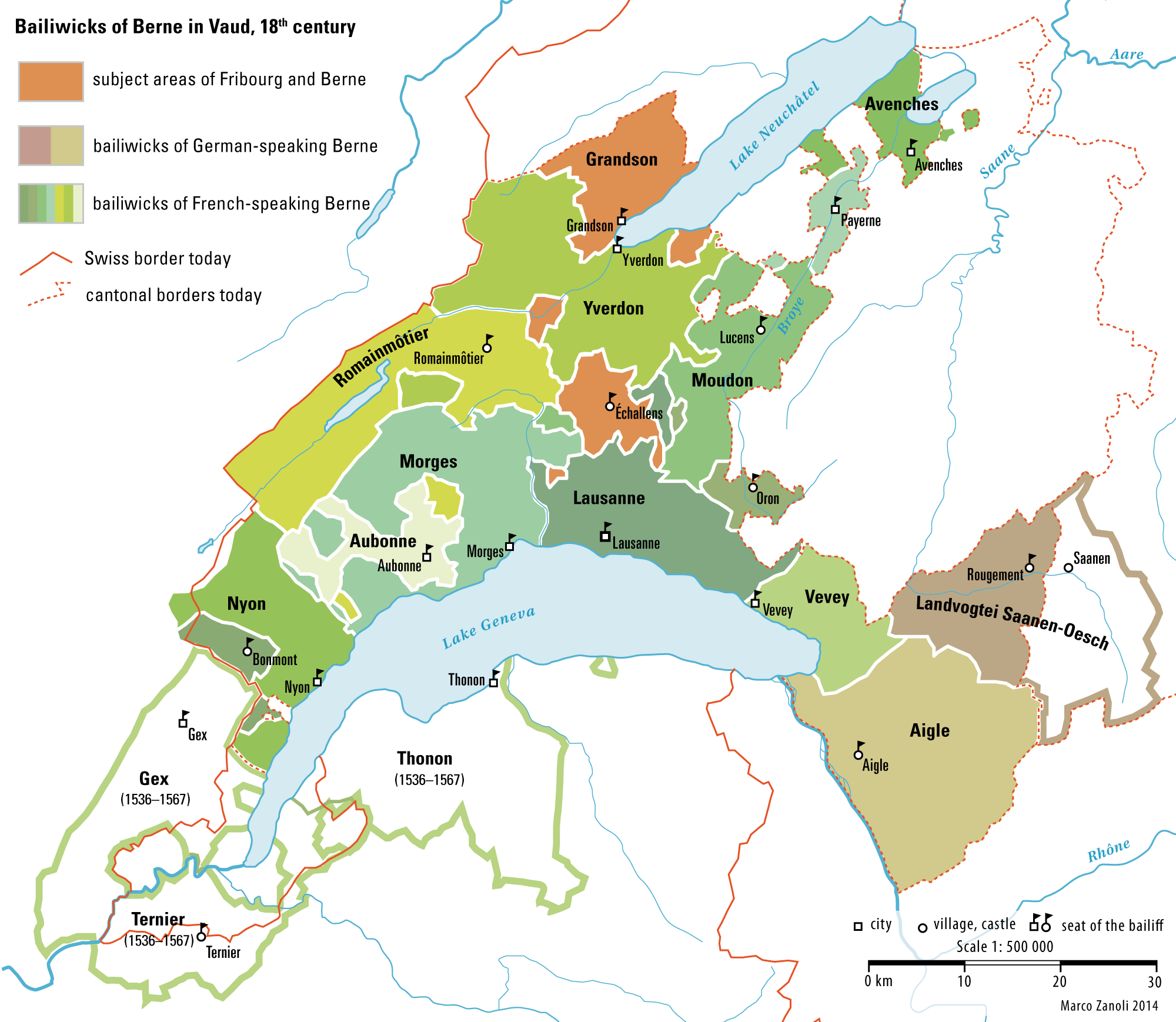
18세기 보주의 베른 영지

선사 시대에 인간은 보주의 호수 옆에 살았다. 이후 헬베티족, 켈트족이 그 지역에 거주했다. 카이사르의 군대는 기원전 58년에 헬베티족을 물리쳤고, 그 결과 로마인들이 이 지역에 정착했다. 로마인들이 세운 많은 마을에는 브베(Viviscus)와 로잔(Lausonium 또는 Lausonna)이 있다.
기원전 27년에 키비타스 헬베티오룸(Civitas Helvetiorum) 국가가 수립되었다. 아방슈(아벤티쿰)의 수도 주변. 오늘날에도 도시 주변에는 많은 로마인들의 유적이 남아 있다. 2세기와 4세기 사이에 알레만니족이 반복적으로 이 지역을 침략했고, 5세기에는 부르고뉴인이 그 지역을 점령했다. 메로빙거 프랑크족은 나중에 부르고뉴 왕조를 대체했다. 그들의 통제도 오래가지 못했고 888년에 보주 지역은 카롤링거 제국 (메로빙거 왕조의 계승자 국가)의 일부가 되었다. 1032년에 독일의 체링겐가가 부르고뉴를 물리쳤다. 체링겐가 자체는 1218년에 사보이 백작에 의해 계승되었다. 이 지역 이 보 남작으로서 정치적 통합을 얻은 것은 사보이 백작 아래서였다. 아탈랑스에서 북쪽의 사린강까지 뻗어있는 부분은 프리부르주에 흡수되었다.
15세기에 로잔의 주교가 지은 생메르성(Château Saint-Maire)은 1803년부터 주정부의 소재지였다. 15세기 초 사보이 가문의 권력이 쇠퇴하자 베른의 군대가 그 땅을 점령했다. 1536년경 베른은 이 지역을 완전히 합병했다. 보의 개신교 종교개혁은 피에르 비레와 같은 칼뱅의 동역자들과 함께 시작되었지만(로잔 대성당에서 유명한 논쟁이 벌어졌다), 베른이 그 배후에서 온 힘을 다했을 때에만 결정적으로 시행되었다.
베른 점령자들은 사람들 사이에서 인기가 없었다. 1723년 아브라함 다벨 소령은 독일어를 사용하는 베른이 프랑스어를 사용하는 보두아족의 정치적 권리를 부정하는 것으로 간주한 것에 항의하여 베른에 대한 반란을 주도했고, 이후 참수되었다. 이후, 1789-1799년의 프랑스 혁명에 영감을 받은 보두아는 1798년에 베른 총독을 몰아내고 레만 공화국을 선언했다. 라 아르프(Frédéric-César de La Harpe)와 같은 보주 민족주의자들은 이 지역을 해방하는 데 프랑스가 개입할 것을 요구했고, 프랑스 혁명군이 개입하여 그 과정에서 스위스 전체를 점령하고 헬베티아 공화국을 수립했다. 나폴레옹 1세(제위 1804-1815) 치하에서, 보주는 레만주(1798-1803)가 되었다. 봉건적 권리와 세금 폐지에 대한 불안은 불만을 증가시켰고, 이는 1802년 봄 부를라-파페의 봉기로 절정에 이르렀고, 1803년 전체 헬베티아 공화국의 종말을 가져온 슈테클리크리크(1802년 8월에서 10월)가 연이어 일어났다. 1803년에 보주는 다시 설치된 스위스 연방에 합류했다. 보주를 되찾으려는 베른의 시도에도 불구하고, 그 이후로 주권 국가로 남아 있다.
19세기에 보주는 존더분트 전쟁(1847년 11월)에서 79,000명의 분리주의자에 대항하여 앙리 뒤푸르 장군 휘하의 스위스 연방군 99,000명의 개입으로 이어진 존더분트 가톨릭 분리주의 운동의 노골적인 반대자였다. 극소수의 생명을 희생시키면서 분리가 방지되었다.
현재의 주 헌법은 1885년 헌법을 대체하는 2003년 4월 14일부터 시작된다.

## 지리

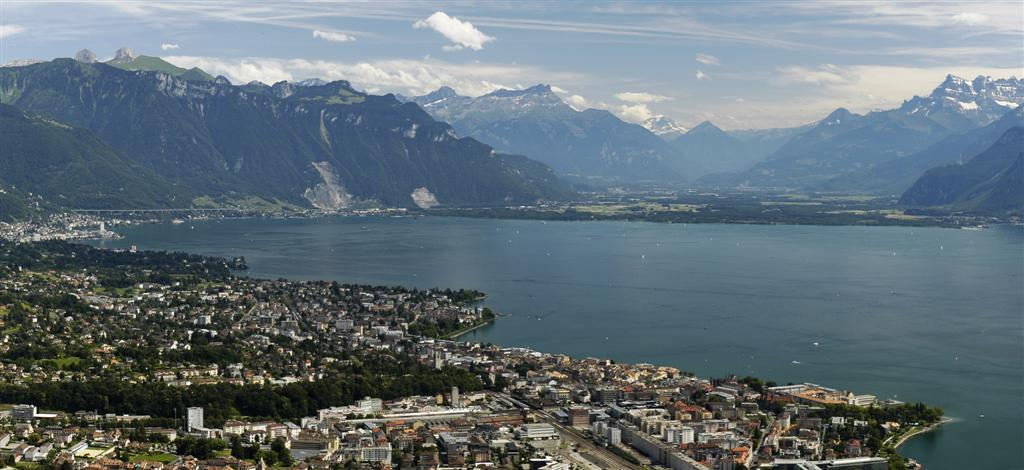
브베, 제네바호, 그리고 스위스 알프스

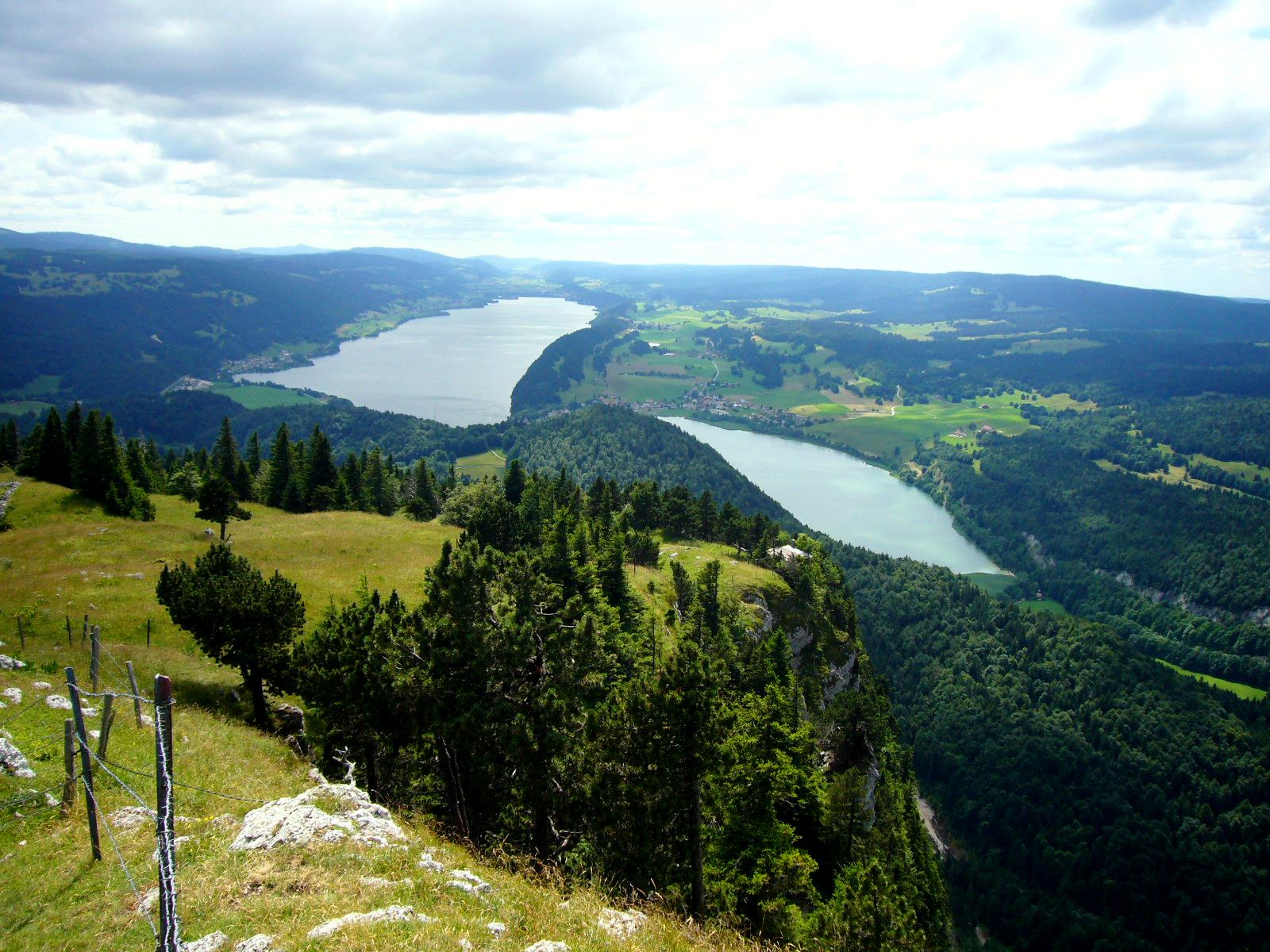
쥐라산맥

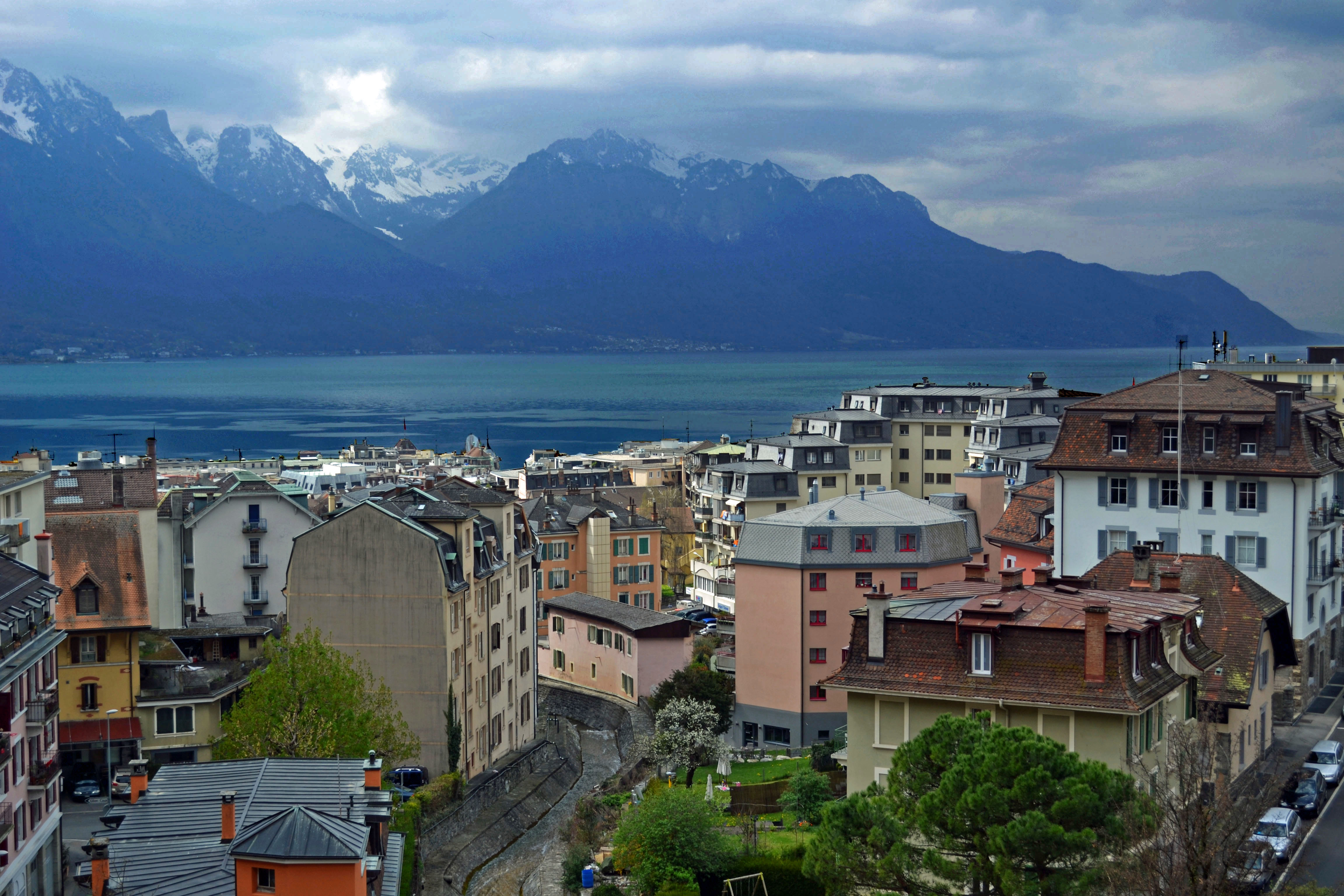
몽트뢰와 제네바호

주는 뇌샤텔주와 접하는 북쪽의 뇌샤텔 호수에서, 남쪽의 제네바 호수(프랑스어 : 레만호)까지 뻗어 있으며, 여기서 제네바주와 접하고 있는 프랑스 오트사부아주(호수 경계) 및 발레주(샤블레). 서쪽의 쥐라산맥에서 주는 앵, 쥐라 및 두의 프랑스 주와 접한다. 동쪽으로는 프리부르주와 베른주와 접한다. 총 면적은 3,212k㎡이다.
베른주와 함께 보주는 스위스의 3개 지리적 지역을 거쳐 쥐라산맥에서 알프스산맥까지 영토가 확장되는 두 주 중 하나다.
남동쪽 지역은 베른 알프스의 북쪽에 위치한 산악 지역이다. 이 지역은 일반적으로 보 알프스(프랑스어 : Alpes Vaudoises)로 명명된다. 3,210m의 최고봉인 디아블러레(Diablerets) 대산괴는 주에서 가장 높은 산이다. 그랑 무베랑 및 투르 다이와 같은 다른 봉우리는 대부분의 주에서 볼 수 있다. 이 지역은 또한 빌라르, 디아블러레 및 레장과 같은 여러 인기 있는 스키 목적지를 보유하고 있다.
대조적으로, 주의 중앙 지역은 빙퇴석으로 구성되어 있으며 구릉지이다. 호수를 따라 평야가 있다. 북쪽에서 아방슈는 프리부르와 뇌샤텔 호수로 둘러싸인 지역의 한 지역에 있다. 한편, 프리부르주의 세 지역(Estavayer-le-lac, Vuissens, Surpierre)과 제네바 (Céligny) 주의 두 지역이 있으며, 이들은 보주에 둘러싸여 있다.
주의 북서쪽 부분도 산악 지역이지만, 일반적으로 1,500m를 넘지 않는 산이 있어 좀 더 완만하다. 쥐라산맥. 발레드주(Vallée de Joux)는 이 지역에서 가장 인기 있는 목적지 중 하나이며, 고급 기계식 스위스 시계 제조의 중심지이기도 하다.

## 정치적 분류

### 구

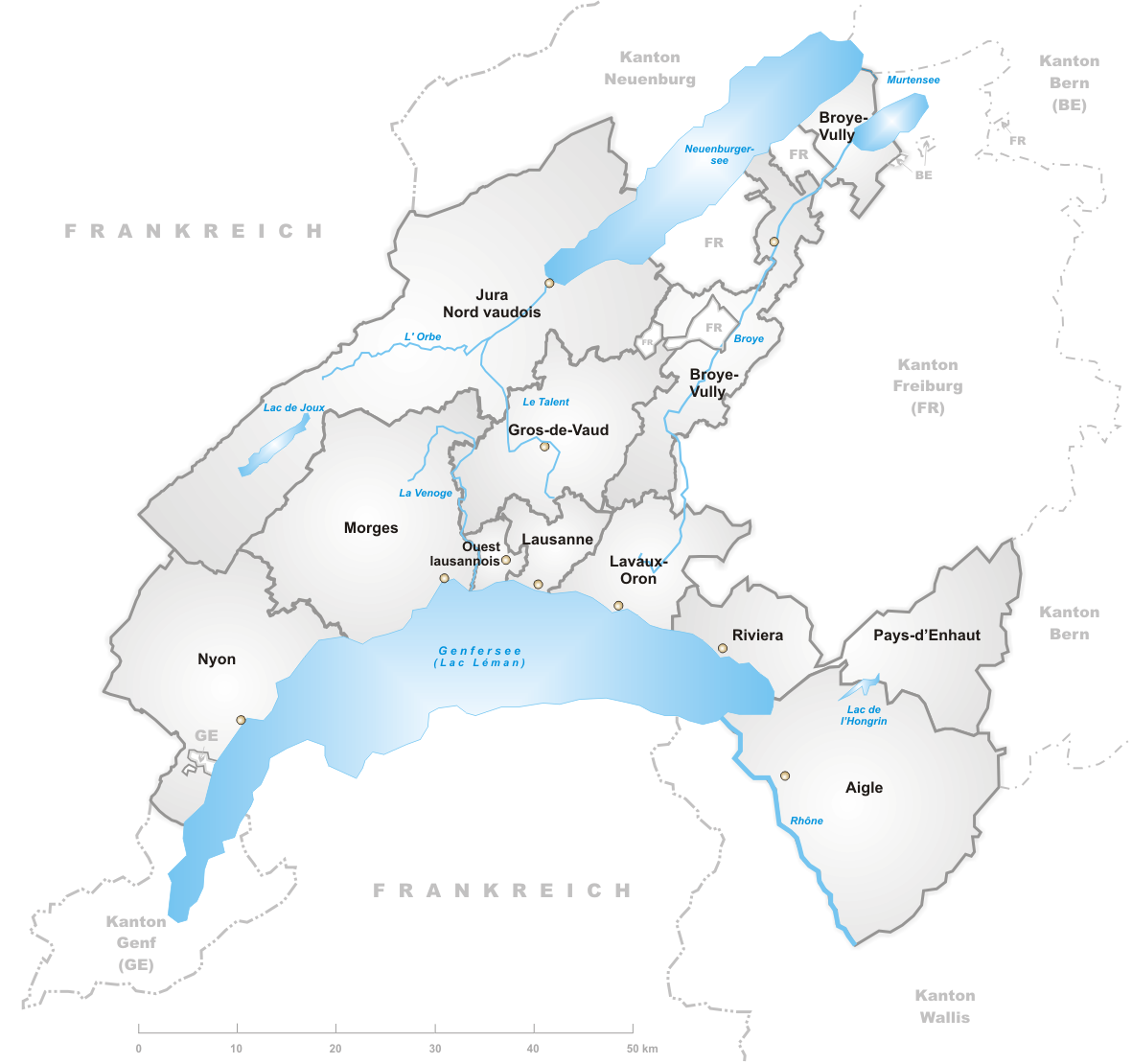
보주의 구

| 구                   | 원문                  | 수도         |
| -------------------- | --------------------- | ------------ |
| 에이글구             | Aigle                 | 에이글       |
| 브루아-뷔이구        | Broye-Vully           | 파예른       |
| 그로드보구           | Gros-de-Vaud          | 에샬랑       |
| 쥐라-북보두아구      | Jura-Nord vaudois     | 이베르동레뱅 |
| 로잔구               | Lausanne              | 로잔         |
| 라보-오롱구          | Lavaux-Oron           | 퀴이         |
| 모르주구             | Morges                | 모르주       |
| 니옹구               | Nyon                  | 니옹         |
| 리비에라-파이-뎅오구 | Riviera-Pays-d'Enhaut | 브베         |
| 서로잔구             | Ouest Lausannois      | 르낭         |

### 기초 자치체
2008년을 기준으로, 보주에는 376개의 시정촌이 있다.

## 인구통계

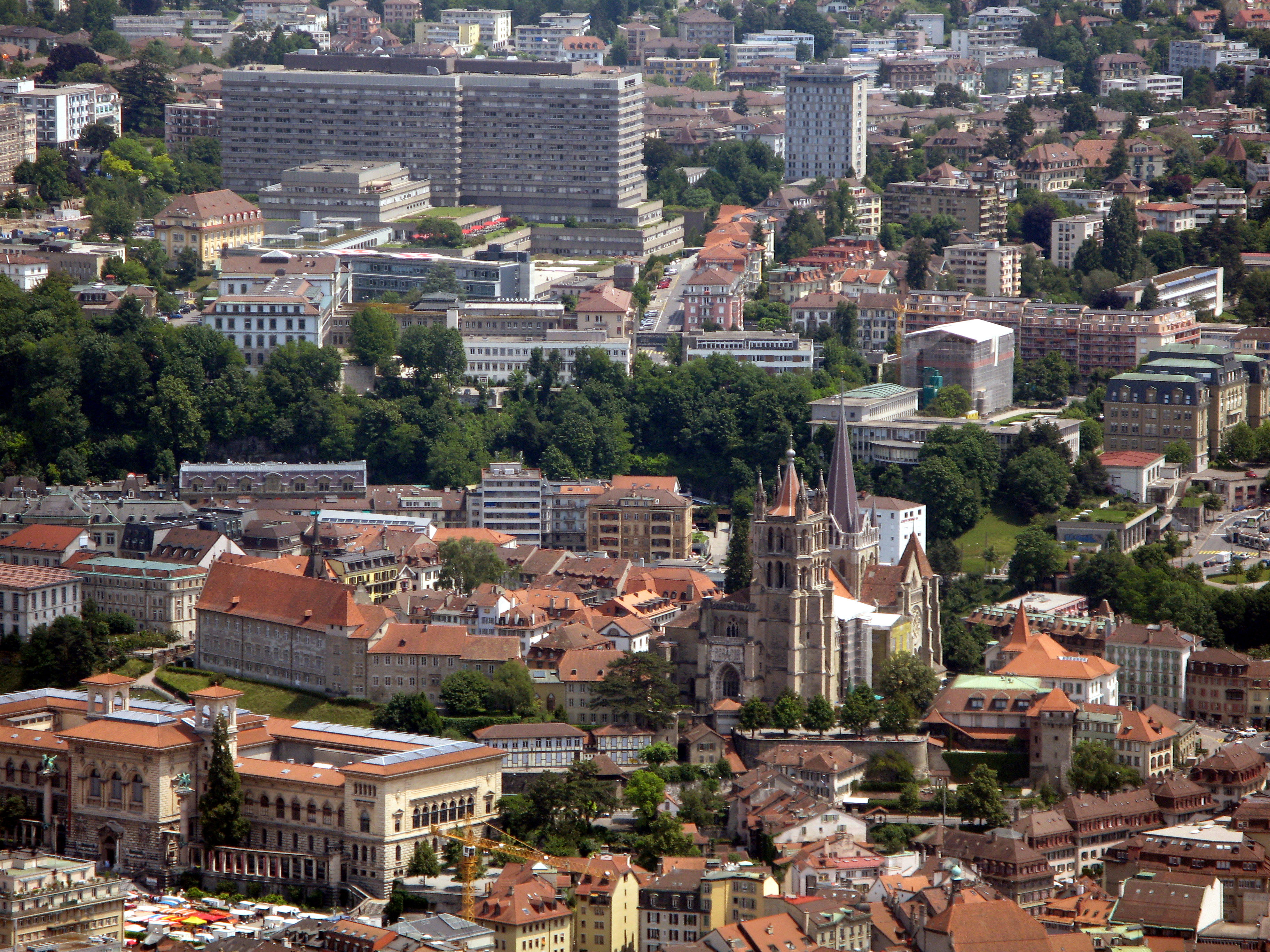
보주에서 가장 큰 도시인 로잔

다수가 프랑스어를 사용하며, 역사적으로 종교개혁 초기부터 대부분이 개신교(칼빈주의자)였다. 그러나 최근에는 남유럽으로부터의 이민으로 인해 변화하고 있다. 2000년에 인구는 개신교(40%)와 로마 가톨릭 (34%)으로 거의 균등하게 분할되었다.
2020년 12월 31일 기준, 보주의 인구는 814,762명이다. 2010년 현재 인구는 이탈리아인을 포함하여 약 28%의 외국인을 포함한다. 주의 주요 인구 중심지는 로잔(2020년 12월 31일 기준 주민 140,202명), 몽트뢰 - 브베 (몽트뢰: 26090 브베: 19752명) 및 이베르동레뱅 (29,955명)이다. 니옹 주변 지역은 종종 제네바 광역권의 일부로 간주된다. 뇌샤텔 호수에 있는 이베르동을 제외하고 이들 모두는 제네바 호수(프랑스어로 레만호, Lac Léman이라고 함)에 있다.

## 경제

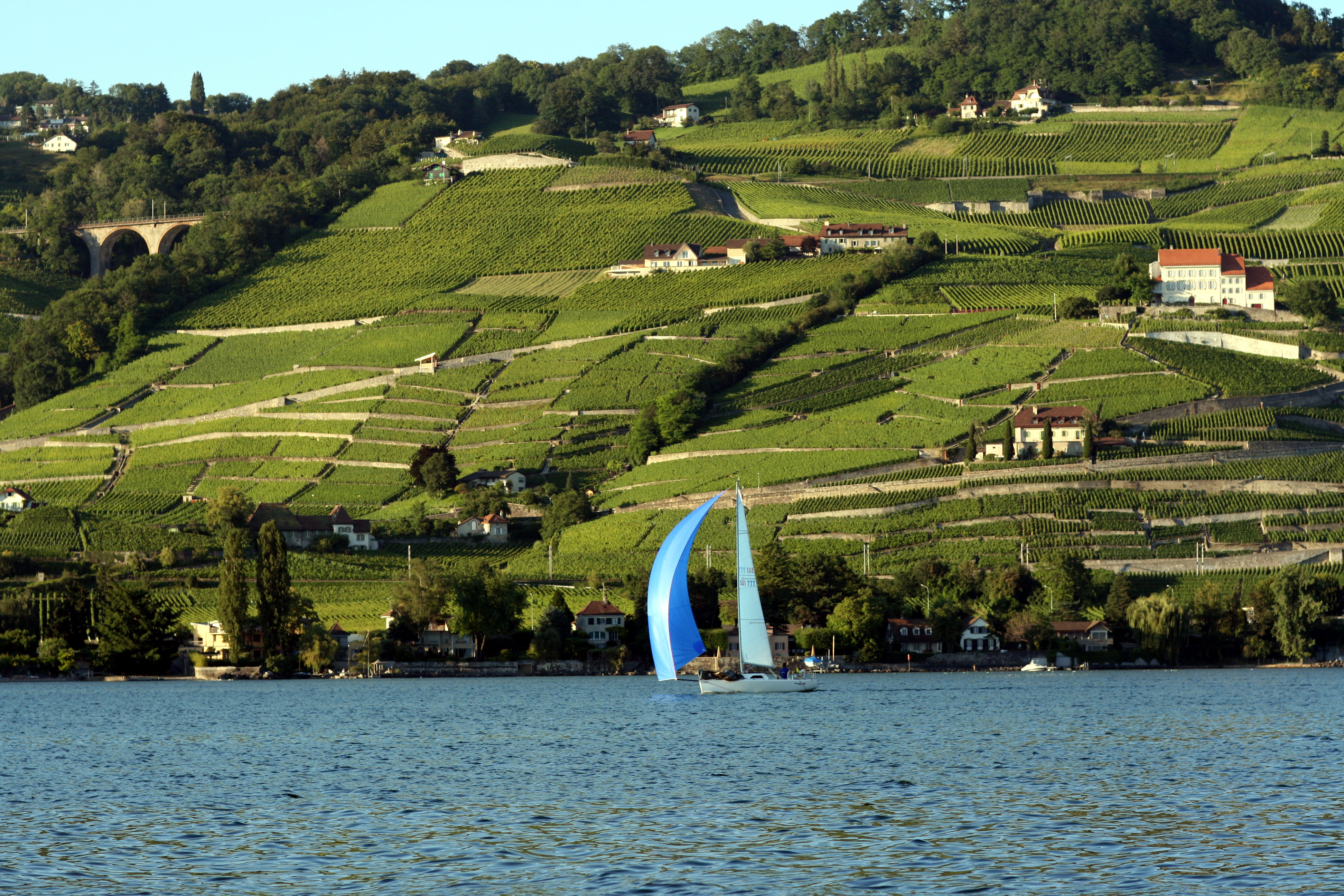
제네바호 호수면 위의 라보 포도원

수도 로잔은 보주의 주요 도시이다. 주변에 경공업이 집중되어 있다. 1998년에 근로자의 71.7%가 3차 부문에서, 20.8%가 2차 부문에서 일했다.
보주는 스위스에서 두 번째로 큰 와인 생산지이다. 주에서 생산되는 대부분의 와인은 화이트 와인이며, 대부분의 포도밭은 유네스코 세계문화유산인 라보 포도원 테라스와 같은 제네바 호수의 가파른 기슭에 있다. 제네바 호수에서 떨어진 지역에는 농업이 있다. 사탕무는 오르브(Orbe) 주변에서, 담배는 라브로예 계곡에서, 과일은 쥐라산맥 산기슭에서 중요하다. 소 사육과 목초지는 알프스와 쥐라산맥에서 흔히 볼 수 있다. 베에는 소금 광산이 있다. 관광은 제네바 호수를 따라 있는 많은 도시에서 중요하다. 주요 호숫가 리조트에는 로잔, 몽트뢰, 브베 등이 있다.
국제 사이클 연맹(Union Cycliste Internationale)이 에이글에 있으며, 비평가에 대한 명예 훼손 소송의 대부분은 브베의 동보두아 지방 법원에서 진행되었다.

## 교육
두 개의 스위스 공립 대학교가 주 내에 있다.
- 로잔 연방 공과대학교(EPFL)
- 로잔 대학교 (UNIL)

또한 제한된 프로그램 선택을 제공하는 여러 공립 고등학교가 있다.
- 예술 및 디자인 학교 (ECAL)
- 보주 경영 공학 대학(HEIG-VD)
- 응용 과학 및 예술 대학 서부 스위스 (HES-SO)
  - La Source University of Health (HEdS-La Source)
  - EESP(High School of Social and Health Work)
  - 로잔 호텔 학교 (EHL)
- 체인인 (농업 기술 학교)
- 예술 및 공연 예술 학교 (제조)
- 보주 보건 학교 (HESAV)
- 음악 고등학교 (HEMU)
- 보주 교육 대학 (HEP Vaud)

## 미식
보주는 종종 “스위스 요리의 수도”로 불리며, 많은 치즈, 와인, 샤르퀴트리로 유명하다. 또한 프레디 지라르데가 설립한 크리씨에(Crissier)의 오텔드빌(Hôtel de ville)과 같은 미식 레스토랑이 많이 있다.
따유 그레봉(Taillé aux greubons)은 소금에 절인 빵집의 특산품으로 퍼프 페이스트리로 싸서 바삭하게 튀겨낸 것이다. 주의 또 다른 특산품 중 하나는 까락으로 초콜릿 가나슈로 채워진 스위트크러스트 패스트리 케이스(pâte sucrée)로 구성된 달콤한 타르트이다. 특징적인 녹색 아이싱 또는 퐁당 층에 초콜릿 점을 얹은 퐁당 층으로 덮여 있다.